# Lorenzo Mata
Lorenzo Mata (Huntington Park, California, 27 de febrero de 1986) es un exjugador de baloncesto estadounidense-mexicano. Con 2,06 metros de altura, actuaba en la posición de pívot. Luego de jugar en el baloncesto universitario estadounidense, desarrolló su carrera como deportista profesional entre México y Puerto Rico. Fue también miembro de la selección de baloncesto de México.

## Trayectoria
Mata asistió a la South Gate High School en South Gate, California, destacándose en los Rams, el equipo de baloncesto de la institución. Fue luego reclutado por los UCLA Bruins, donde jugaría entre 2004 y 2008 (en 2006 su equipo alcanzó la final del Campeonato de la División I de Baloncesto Masculino de la NCAA, pero fueron derrotados por los Florida Gators).
Tras no ser seleccionado por ninguna franquicia en el Draft de la NBA de 2008, fue invitado por Los Angeles Lakers para jugar en la NBA Summer League de Las Vegas. Aunque recibió ofertas para jugar en la NBA Development League y en la Japan Basketball League, Mata escogió sumarse a los Halcones UV Xalapa de la Liga Nacional de Baloncesto Profesional de México. Por ello fue parte del plantel que ganó dos títulos a nivel nacional (el de la temporada 2008-09 y el de la 2009-10) y que terminó como subcampeón de la Liga de las Américas 2008-09. Asimismo contribuyó con los Caballeros de Culiacán en la conquista del CIBACOPA 2010, con los Pioneros de Quintana Roo en su triunfo en la Liga de las Américas 2012 y con los Piratas de Quebradillas en la obtención del título del Baloncesto Superior Nacional en 2013. 
Una lesión en su rodilla izquierda durante el verano de 2014 lo dejó fuera de la Copa Mundial de Baloncesto y lo condenó a la inactividad durante varios meses. 
El propio jugador anunció que se perdería la temporada para intentar asistir a un campo de entrenamiento con Los Angeles Lakers y ganarse un lugar en la franquicia de la NBA durante el verano de 2015, pero ello finalmente no sucedió. En su lugar Mata volvió a la acción los Pioneros de Quintana Roo de la LNBP. Pese a que su club hizo una campaña exitosa, el pívot tuvo una temporada complicada al verse afectado por las lesiones. 
En 2016 fichó con los Toros de Nuevo Laredo. Con su nuevo equipo tuvo una excelente temporada individual, guiando a sus compañeros hasta las semifinales de la LNBP.
Mata pasó a Soles de Mexicali en la temporada 2017-18, consagrándose campeón de la LNBP ese año. Luego de ello jugaría con los Libertadores de Querétaro, antes de regresar al equipo de Mexicali y realizar allí su última experiencia como profesional.

## Selección nacional
Mata debutó con la selección de baloncesto de México en el Centrobasket 2008, jugando al año siguiente en el Campeonato FIBA Américas de 2009. 
En 2011 fue parte del equipo que obtuvo la medalla de plata en el torneo de baloncesto de los Juegos Panamericanos disputados en Guadalajara. 
El pívot integró el plantel apodado como "Los 12 Guerreros" que se consagró campeón del Campeonato FIBA Américas de 2013. Posteriormente las lesiones le impidieron participar de torneos importantes, haciendo su reaparición en el combinado nacional mexicano en 2016, jugando tanto el Centrobasket como el Torneo Preolímpico FIBA de ese año. 
El último certamen de alta competición que Mata jugó con la selección mexicana fue el Campeonato FIBA Américas de 2017, donde su equipo culminó tercero. 